# Angustura
Angustura es un lugar designado por el censo ubicado en el condado de San Juan en el estado estadounidense de Nuevo México. En el Censo de 2020 tenía una población de 1407 habitantes y una densidad poblacional de 112,02 habitantes por km². Fue incluido como CDP en el censo de 2020.

## Geografía
Angustura se encuentra ubicado en las coordenadas 36°42′50″N 107°54′56″O / 36.71389, -107.91556. Según la Oficina del Censo de los Estados Unidos,  tiene una superficie total de 12,56 km², de la cual 12,36 km² corresponden a tierra firme y 0,20 km² a agua.